# 宮崎県道445号飫肥停車場線
宮崎県道445号飫肥停車場線（みやざきけんどう445ごう おびていしゃじょうせん）は、宮崎県日南市を通る一般県道である。

## 概要

### 路線データ
- 起点：日南市星倉1丁目（飫肥駅）
- 終点：日南市星倉1丁目（国道222号交点）

## 歴史
- 1959年（昭和34年）6月1日 - 宮崎県告示第226号[1]により路線認定される。当時の整理番号は78。

## 地理

### 通過する自治体
- 日南市

### 交差する道路
| 交差する道路 | 交差する場所 | 交差する場所 |
| ------------ | ------------ | ------------ |
| 国道222号    | 星倉1丁目    | 終点         |

### 沿線
- JR九州日南線 飫肥駅